# Манчевский, Милчо
Ми́лчо Ма́нчевский (макед. Милчо Манчевски) — македонский кинорежиссёр, сценарист.
Изучал историю искусства и археологию на факультете философии в Скопье, а затем переехал в США и в 1983 году окончил факультет кино и фотографии Университета Южного Иллинойса. Манчевски является автором книги «Дух моей матери» (мкд. Duhot na mijka mi), изданной в Нью-Йорке, текстов песен группы Bastion, а также большого количества музыкальных клипов и рекламных роликов. Участвовал как актёр в нескольких фильмах и в одной театральной постановке.
The New York Times включила его фильм «Перед дождем» (1994) в список 1000 лучших когда-либо снятых фильмов. Манчевски снял ещё четыре работы: «Пыль» (2001 г.), «Тени» (2007 г.), «Матери» (2010 г.), «Луна в бикини» (2017 г.), а также короткометражные фильмы «Конец времени» (2017 г.), «Четверг» (2013 г.), «Македония Вечна» (2009 г.). , Теннесси (1991 г.) и 1,73 (1984 г.).
Автор двух выставок фотографий, художественных произведений, книг, эссе и художественных перформансов. Его произведения были показаны более 250 раз на фестивалях (в том числе в Венеции, Берлине, Торонто, Сан-Паулу, Стамбуле, Токио, Иерусалиме, Гонконге, Стокгольме и др.). Его фильмы продаются более чем в 50 странах.
Работы Манчевски включены в учебную программу многих университетов и были предметом двух научных конференций (во Флоренции и Лейпциге).
Имеет степень почетного доктора Московского ВГИКа. Преподает в Школе последипломного образования Бруклинского колледжа Городского университета Нью-Йорка. Предыдущие должности включают преподавание в Шанхайском университете в Китае, ВГИКе в Москве, EICTV на Кубе.

## Избранная фильмография
- 1985 — Опасная женщина (короткометражный)
- 1994 — Перед дождём (номинация на «Оскар», «Золотой лев» и ещё три премии Венецианского МКФ, «Давид ди Донателло», премия «Независимый дух» и др.)
- 2001 — Прах
- 2007 — Тени
- 2010 — Матери (участник секции «Панорама» 61-го Берлинского МКФ).